# Route nationale 370
Pour les articles homonymes, voir Route 370.
La route nationale 370 ou RN 370 est une route nationale française reliant Ézanville à Noisy-le-Grand.

## Historique
À l'origine, la RN 370 reliait Ézanville à Neuilly-sur-Marne. Après la réforme de 1972, la section de Neuilly-sur-Marne à Noisy-le-Grand a été ajoutée à la RN 370. En 2001, la section d'Ézanville à Gonesse a été déclassée en RD 370. Le tronçon restant sera également reversé aux départements.

## Parcours (D 370/N 370/D970)
- Ézanville
- Écouen
- Villiers-le-Bel
- Arnouville
- Gonesse
- Aulnay-sous-Bois
  - Avenue Suzanne-Lenglen
  - Carrefour Robert-Schumann
  - Boulevard Kennedy
- Sevran
  - Avenue John-Fitzgerald-Kennedy
  - Allée des Peupliers
  - Allée de Villenaut
  - Pont de Freinville
  - Boulevard Westinghouse
- Livry-Gargan
  - Boulevard Jean-Jaurès
  - Avenue du Général-de-Gaulle
  - Avenue du Président-John-Fitzgerald-Kennedy
  - Avenue Winston-Churchill
- Clichy-sous-Bois
  - Avenue de Sévigné
  - Allée de Gagny
- Gagny
  - Rue du 19-Mars-1962
  - Rue du Général-Leclerc
  - Place du Général-de-Gaulle
  - Rue Jules-Guesde
  - Rue Aristide-Briand
- Neuilly-sur-Marne
  - Rue Paul-et-Camille-Thomoux
  - Rue Marx-Dormoy
- Noisy-le-Grand
  - Pont de Neuilly-sur-Marne
  - Route de Neuilly
  - Rue Pierre-Brossolette
  - Boulevard Paul-Pambrun
  - Avenue Émile-Cossonneau
- Marne-la-Vallée
- Noisy-le-Grand
  - Boulevard du Ru de Nesle